# Gonomyia gressittiana
Gonomyia gressittiana är en tvåvingeart som beskrevs av Alexander 1972. Gonomyia gressittiana ingår i släktet Gonomyia och familjen småharkrankar. Inga underarter finns listade i Catalogue of Life.